# Phytomyza conjuncta
Phytomyza conjuncta este o specie de muște din genul Phytomyza, familia Agromyzidae, descrisă de Hiroaki Iwasaki în anul 1996. Conform Catalogue of Life specia Phytomyza conjuncta nu are subspecii cunoscute.